# Bahnhof Essen-Stadtwald
Der Bahnhof Essen-Stadtwald ist ein Nahverkehrshalt im Essener Stadtteil Stadtwald.

## Geschichte
Mit Inbetriebnahme der Bahnstrecke Essen-Werden–Essen, welche die Ruhrtalbahn mit dem Essener Hauptbahnhof verbindet, eröffnete am 15. August 1877 der Bahnhof Rellinghausen BM, wobei BM für die Bergisch-Märkische Eisenbahn-Gesellschaft stand. Das östlich gelegene ehemalige Stift Rellinghausen war namensgebend. 1897 erfolgte eine Umbenennung in Rellinghausen West, nachdem die Bergisch-Märkische Eisenbahn bereits aufgelöst worden war.
Als Rellinghausen 1910 zur Stadt Essen eingemeindet worden war, befand sich der Bahnhof im jetzigen Stadtteil Stadtwald. Infolgedessen erhielt er am 1. Januar 1911 den heutigen Namen Essen-Stadtwald.
Der Bahnhof wird vom Stellwerk Esf gesteuert. Das 1968 in Betrieb genommene Relaisstellwerk der Bauart DrS2 wird seit 1977 vom Stellwerk Ef in Essen Hauptbahnhof ferngesteuert.

## Heutige Situation

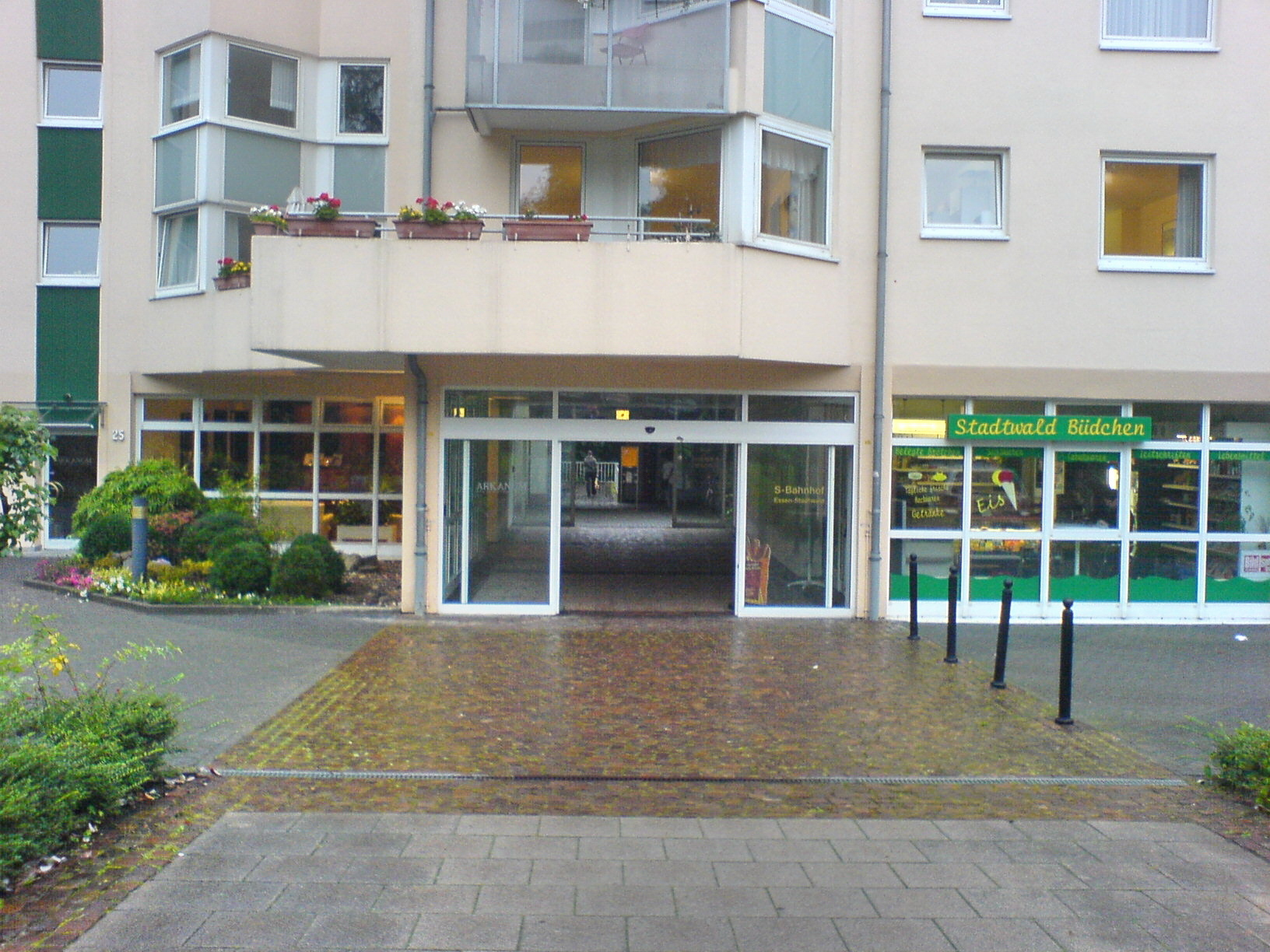
Zugang Osten durch ein Wohngebäude

Der Bahnhof wird heute im Schienenpersonennahverkehr von der S-Bahn-Linie S6 (Kursbuchstrecken 450.6) bedient. Er liegt an der Bahnstrecke Essen-Werden–Essen. Im Betriebsstellenverzeichnis der Deutschen Bahn hat der Bahnhof das Kürzel EESA und wird in der Preisklasse 4 geführt (Stand: 1. Januar 2022).

Die beiden Bahnsteige sind vom östlich der Gleise gelegenen Empfangsgebäude aus der Nachkriegszeit durch eine Fußgängerüberführung erreichbar. In Fahrtrichtung Süden unterquert die Strecke in der Bahnhofsausfahrt im 247 Meter langen eingleisigen Stadtwaldtunnel den Stadtwaldplatz. 

### Linienverlauf
| Linie | Linienverlauf | Takt |
| ----- | --- | --- |
| S 6   | Essen Hbf – Essen Süd – E-Stadtwald – E-Hügel – E-Werden – Kettwig – Kettwig Stausee – Hösel – Ratingen Ost – D-Rath – D-Rath Mitte – D-Derendorf – D-Zoo – D-Wehrhahn – Düsseldorf Hbf – D-Volksgarten – D-Oberbilk – D-Eller Süd – D-Reisholz – D-Benrath – D-Garath – D-Hellerhof – Langenfeld-Berghausen – Langenfeld (Rheinland) – Lev.-Rheindorf – Lev.-Küppersteg – Leverkusen Mitte – Lev.-Chempark – K-Stammheim – K-Mülheim – K-Buchforst – K-Messe/Deutz – Köln Hbf – K-Hansaring – K-Nippes (– K-Geldernstr./Parkgürtel – K-Longerich – K-Volkhovener Weg – K-Chorweiler – K-Chorweiler Nord – K-Blumenberg – K-Worringen) Stand: Fahrplanwechsel Dezember 2023 | 20 min (werktags) 30 min (sonn-/feiertags, Essen–Düsseldorf auch samstags) Nippes–Worringen nur werktags 5–20 Uhr und sonn-/feiertags 11–21 Uhr |

### Umsteigebeziehungen zum Busverkehr
Der Bahnhof wird im Liniennetz der Ruhrbahn nicht direkt angefahren. Buslinien der Ruhrbahn und Busse des Schienenersatzverkehrs bedienen etwa 400 Meter südlich die Haltestelle Stadtwaldplatz nahe dem Südportal des eingleisigen Stadtwaldtunnels. Dort verkehren die Buslinien 142, 144, 145, Taxibusse 175 und 194 sowie im Nachtnetz die Linie NE7. Damit stellt der Stadtwaldplatz einen Knotenpunkt der Relationen Kettwig/Haarzopf–Bredeney–Rüttenscheid (Messe)–Stadtwaldplatz–Rellinghausen–Steele–Kray und Stadtmitte–Stadtwaldplatz–Heisingen dar.